# 1855 en Suisse
Chronologie de la Suisse
- 1851
- 1852
- 1853
- 1854
- 1855
- 1856
- 1857
- 1858
- 1859

Cette page concerne l'année 1855 du calendrier grégorien en Suisse.

## Gouvernement au1erjanvier 1855
- Conseil Fédéral:[1]
  - Jonas Furrer (PRD), président de la Confédération
  - Jakob Stämpfli (PRD), vice-président de la Confédération
  - Friedrich Frey-Herosé (PRD)
  - Stefano Franscini (PRD)
  - Daniel-Henri Druey (PRD)
  - Martin J. Munzinger (PRD)
  - Wilhelm Matthias Naeff (PRD),

## Évènements

### Janvier
Lundi 15 janvier 
- Décès à Speicher (AR), à l’âge de 56 ans, du dessinateur Johann Ulrich Fitzi.

 Mercredi 31 janvier 
- Décès à Trogen (AR), à l’âge de 86 ans, du commerçant, philanthrope et historien Johann Kaspar Zellweger.

### Février
Mardi 6 février 
- Décès à Berne, à l’âge de 63 ans, du conseiller fédéral Martin J. Munzinger (PRD, SO).

 Mardi 20 février 
- Assassinat, à Locarno (TI), de l’homme politique libéral Francesco Degiorgio.

### Mars
Samedi 10 mars 
- Décès à Genève, à l’âge de 69 ans, du peintre sur émail Abraham Constantin.

 Jeudi 22 mars 
- Décès à Neuchâtel, à l’âge de 78 ans, de Paul-Louis-Auguste Coulon, fondateur et premier directeur de la Caisse d'épargne de Neuchâtel.

 Jeudi 29 mars 
- Décès à Berne, à l’âge de 55 ans, du conseiller fédéral Daniel-Henri Druey (PRD, VD).
- Premier numéro de La Gazette du Valais.

### Mai
Lundi 7 mai 
- Ouverture de la première ligne de chemin de fer de Suisse romande, entre Bussigny et Yverdon (VD).

### Juillet
Mercredi 11 juillet 
- Election au Conseil fédéral de Constant Fornerod (PRD, VD).
- Election au Conseil fédéral de Johann Jakob Stehlin (PRD, BS). Il refuse son élection, arguant qu’il n’a «ni les connaissances, ni l’expérience pour exercer cette fonction».

 Samedi 14 juillet 
- Election au Conseil fédéral de Melchior Josef Martin Knüsel (PRD, LU).

 Mercredi 25 juillet 
- Un tremblement de terre de magnitude 6,4 provoque des dégâts importants à Viège et à Saint-Nicolas (VS).

### Août
Mercredi 1er août 
- Une cordée anglo-suisse, emmenée par Charles Hudson, réussit la première ascension de la Pointe Dufour.

### Septembre
Mercredi 12 septembre 
- Décès à Bex (VD), à l’âge de 68 ans, de l’ingénieur Jean de Charpentier, ancien directeur des mines de sel.

### Octobre
Lundi 15 octobre 
- L’École polytechnique fédérale de Zurich accueille ses premiers étudiants.